# Benthodytes wolffi
Benthodytes wolffi is een zeekomkommer uit de familie Psychropotidae.
De wetenschappelijke naam van de soort werd in 2009 gepubliceerd door A. Rogacheva & I.A. Cross.